# أ. إل. راسموسن
أ. إل. راسموسن هو سياسي أمريكي، ولد في 10 أكتوبر 1909 في إيفرت في الولايات المتحدة، وتوفي في 6 يناير 1993 في تاكوما في الولايات المتحدة. نشط حزبياً في الحزب الديمقراطي. وقد انتخب عضو مجلس ولاية واشنطن ‏ وانتخب عضو مجلس نواب واشنطن ‏.